# Kanton Ervy-le-Châtel
Ervy-le-Châtel is een voormalig kanton van het Franse departement Aube. Het kanton maakte deel uit van het arrondissement Troyes. Op 22 maart 2015 werd het kanton opgeheven en werden de gemeenten opgenomen in het aangrenzende kanton Aix-en-Othe

## Gemeenten
Het kanton Ervy-le-Châtel omvatte de volgende gemeenten:
- Auxon
- Chamoy
- Chessy-les-Prés
- Coursan-en-Othe
- Courtaoult
- Les Croûtes
- Davrey
- Eaux-Puiseaux
- Ervy-le-Châtel (hoofdplaats)
- Marolles-sous-Lignières
- Montfey
- Montigny-les-Monts
- Racines
- Saint-Phal
- Villeneuve-au-Chemin
- Vosnon